# Джонні Расселл (футболіст)
Джонні Расселл (англ. Johnny Russell, нар. 8 квітня 1990, Глазго) — шотландський футболіст, нападник клубу «Спортінг» (Канзас-Сіті).
Виступав, зокрема, за клуби «Данді Юнайтед» та «Дербі Каунті», а також національну збірну Шотландії.

## Клубна кар'єра
Народився 8 квітня 1990 року в місті Глазго. Вихованець футбольної школи клубу «Данді Юнайтед». Дорослу футбольну кар'єру розпочав 2006 року в основній команді того ж клубу, в якій провів два сезони, взявши участь у 4 матчах чемпіонату. 
Згодом з 2008 по 2010 рік грав у складі команд клубів «Форфар Атлетік» та «Рейт Роверс».
Своєю грою за останню команду знову привернув увагу представників тренерського штабу клубу «Данді Юнайтед», до складу якого повернувся 2010 року. Цього разу відіграв за команду з Данді наступні три сезони своєї ігрової кар'єри. Більшість часу, проведеного у складі «Данді Юнайтед», був основним гравцем атакувальної ланки команди. У складі «Данді Юнайтед» був одним з головних бомбардирів команди, маючи середню результативність на рівні 0,38 голу за гру першості.
У 2013 році уклав контракт з клубом «Дербі Каунті», у складі якого провів наступні п'ять років своєї кар'єри гравця. Граючи у складі «Дербі Каунті» також здебільшого виходив на поле в основному складі команди.
До складу клубу «Спортінг» (Канзас-Сіті) приєднався 2018 року. Станом на 6 липня 2019 року відіграв за команду з Канзас-Сіті 48 матчів в національному чемпіонаті.

## Виступи за збірні
У 2009 році дебютував у складі юнацької збірної Шотландії (U-19), загалом на юнацькому рівні взяв участь у 10 іграх, відзначившись 2 забитими голами.
Протягом 2010–2012 років залучався до складу молодіжної збірної Шотландії. На молодіжному рівні зіграв у 10 офіційних матчах, забив 2 голи.
У 2014 році дебютував в офіційних матчах у складі національної збірної Шотландії.